# 荐福寺

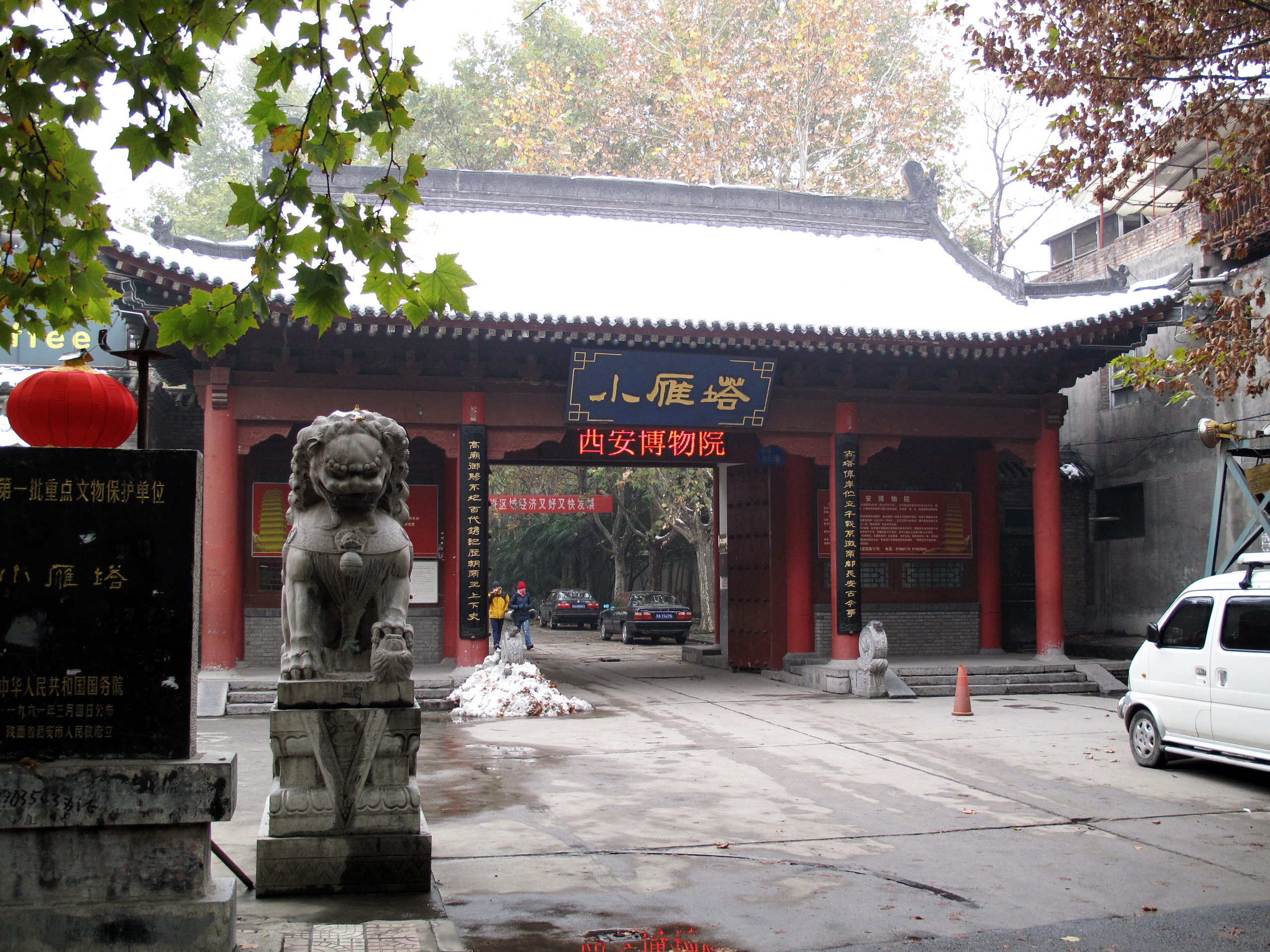
荐福寺正门

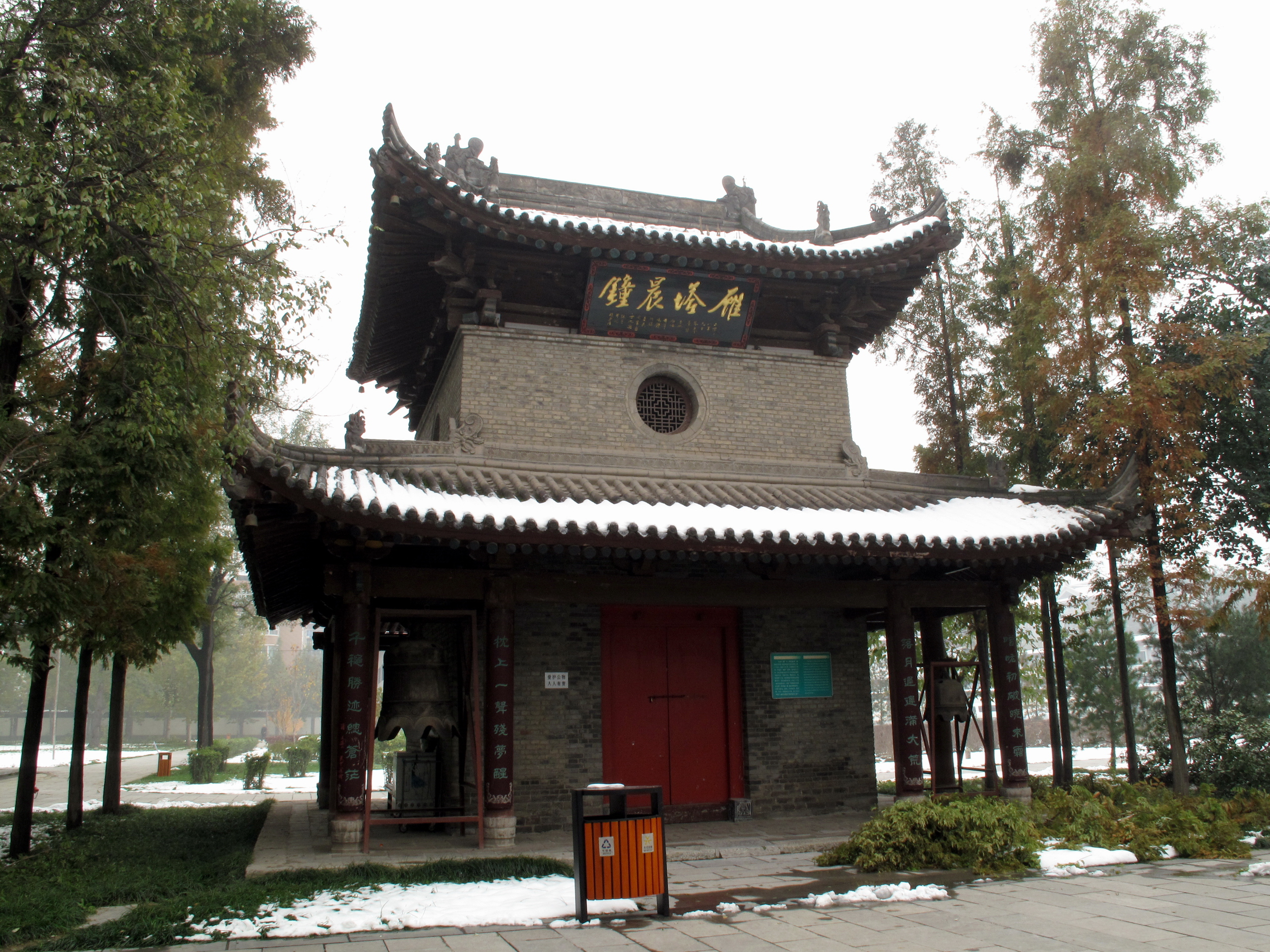
钟楼,雁塔晨钟 (关中八景之一)

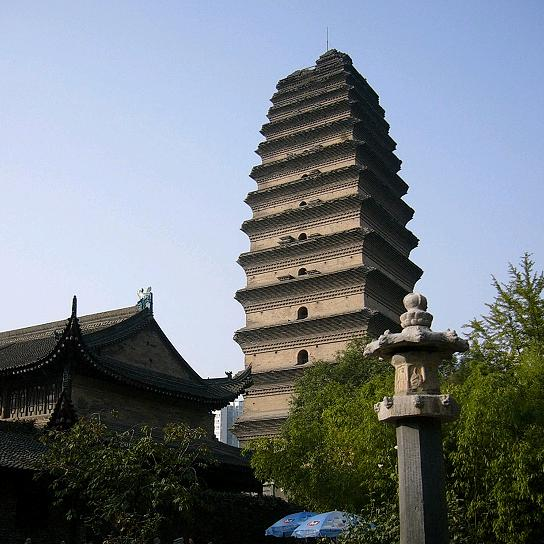
小雁塔属于密檐式砖塔

荐福寺或称大荐福寺，位于陕西省西安市南门外的友谊西路上，寺内坐落着著名的小雁塔，现在是西安博物院的一部分。

## 历史沿革
荐福寺原先是中宗李显即位前的旧宅，684年农历三月二十日（这一天正是唐高宗李治病逝百日）改建为寺院，以为高宗追献冥福，取名“献福寺”。到武则天天授元年（690年）改称“荐福寺”，并赐御书荐福寺匾额。著名的小雁塔建于唐景龙年间（707年~710年），当时塔院并不在寺内而是与寺门相对，但依旧是荐福寺的一部分。景龍四年三月三日，被认为是十一面观音化身的泗州僧伽大師，駐薦福寺圓寂時，世壽八十三歲。中宗即令於薦福寺起塔漆身。
荐福寺与大慈恩寺一起在皇家的庇护下走向兴盛。唐武宗会昌毀佛时，荐福寺為少數被敕令保留的佛寺之一，由盛至衰。唐末的的兵火战乱中，荐福寺屡遭破坏，寺院毁废，只有小雁塔得以保存。从北宋哲宗元祐年间的文字记录来看，这时荐福寺已迁入塔院内，与小雁塔成为整体。
明代开始了荐福寺的中兴，曾有五次大规模的整修，基本上维先进保留的格局。明宣德元年（1426年）陕西西宁卫弘觉寺番僧勺思吉蒙钦锡度牒，到荐福寺住坐，见这里殿堂荒废，遂发愿重修。正统十四年（1449年）大修竣工，勺思吉向朝廷乞赐寺名。如今的“敕赐荐福寺”就是当年英宗皇帝的亲笔。
清朝时荐福寺又多次修缮，以康熙三十一年（1692年）的整修规模最大。晚清时期由建造了藏经楼和南山门等。辛亥革命后，荐福寺伴随着战乱再次走向低落，并受到了战火的摧残。1926年~1949年5月荐福寺长期被国军占住。其间天主教会的英国人曾开设过苦儿院来收容战争孤儿。但1938年后就成为军营，小雁塔也成为高级军事指挥部。胡宗南撤离后，中央党校五分部进驻。1949年至1957年寺内殿宇被党校、人民法院、检察院、公安派出所、农业技术推广站、电影放映队等机关占用。1958年后文物部门接管了荐福寺，开始了对荐福寺和小雁塔的修复。1964年~1965年对寺、塔多处进行了加固和修复，基本保持了古物的原貌。文革期间，荐福寺的东、西院又被小学和部队占用，直到1989年以后才清退干净。

## 建筑特色
唐朝时的荐福寺是由王府改造而成，因此那时应是多层庭院布局。今日的荐福寺已成为西安一处有名的园林。主要建筑自南而北如下：
- 山门：晚清建造，歇山式蓝色琉璃瓦顶，南刻“敕赐荐福寺”，北刻“最胜法门”。
- 慈氏阁：明代修建的重檐歇山式楼台，重檐间悬明代英宗的“敕赐荐福寺”木匾。
- 大雄宝殿：清代建造，单檐硬山顶。
- 鼓楼、钟楼：清代时建造，钟楼内保存着“雁塔晨钟”的金代古钟。
- 藏经楼：晚清建造，重檐歇山式。
- 小雁塔：见小雁塔。
- 白衣阁：明代创建，清代重修，为单檐歇山式楼台，“白衣阁”石匾额为明代所留。

## 收藏文物
- 石刻：荐福寺存有大量石刻，以明清的碑刻居多，最早的是小雁塔塔底南北弓形青石门楣，上有唐代石刻。
- 古钟：现保存于钟楼内，金代章宗明昌三年（1192年）造，重8000公斤，有铭文约千字。民国时期，此钟被“某军驻寺时毁裂”，使“雁塔晨钟”绝响多年。1993年西安市小雁塔文管所主持焊修了裂痕。1998年又重新铸了一口新钟供游人敲击。

另外，寺内钟楼旁的铁架上还悬有一口明弘治七年（1494年）造的小铁钟。
- 古槐：寺中千年古槐10余棵